# 사세촌 (시마네현)
사세촌(佐世村)은 시마네현 오하라군에 있던 촌이다. 현재의 운난시에 해당한다.